# (647) Адельгунда
(647) Адельгунда (нем. Adelgunde) — астероид главного пояса, который относится к спектральному классу X. Он был открыт 11 сентября 1907 года немецким астрономом Августом Копффом в Гейдельбергской обсерватории. Точное происхождение названия неизвестно. Предположительно он может быть назван в честь Адельгунды Марии Августы Терезы, принцессы Баварской.

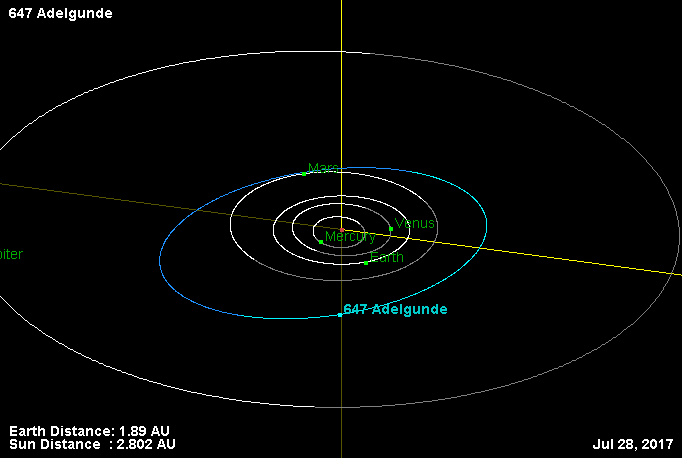
Орбита астероида Адельгунда и его положение в Солнечной системе

Фотометрические наблюдения, проведённые в августе 2006 года французским астрономом Пьер Антонини и итальянским астрономом Антонио Ваньоцци, позволили получить кривые блеска этого тела, из которых следовало, что период вращения астероида вокруг своей оси равняется 32,202 часа, с изменением блеска по мере вращения 0,28 m.
По данным исследований, проведенных инфракрасным телескопом WISE размеры астероида находятся в промежутке между 9,72 и 9,93 км, а его альбедо соответственно — между 0,488 – 0,514. Данные, полученные японским спутником Акари, определяют размер астероида в 13,7 км, а значение альбедо соответственно 0,26. Расчётный диаметр астероида, если брать за основу стандартное альбедо для каменных астероидов 0,20 и известную абсолютную звёздную величину 11,41m, составляет 15,5 км, что хорошо согласуется с данными спутника Акари.
Луц Шмадель предполагает, что название было взято из списка женских имён мифологических и исторических личностей, составленных ACI в 1913 году. ACI тогда направил этот список ряду астрономов с просьбой выбрать названия для открытых ими астероидов во избежание путаницы, поскольку количество безымянных малых планет на тот период достигло уже 700 и продолжало увеличиваться.